# Édouard-Marcel Sandoz
Édouard-Marcel Sandoz (* 21. März 1881 in Basel; † 20. März 1971 in Lausanne) war ein Schweizer Bildhauer und Aquarellmaler aus der Schweiz.

## Leben und Werk

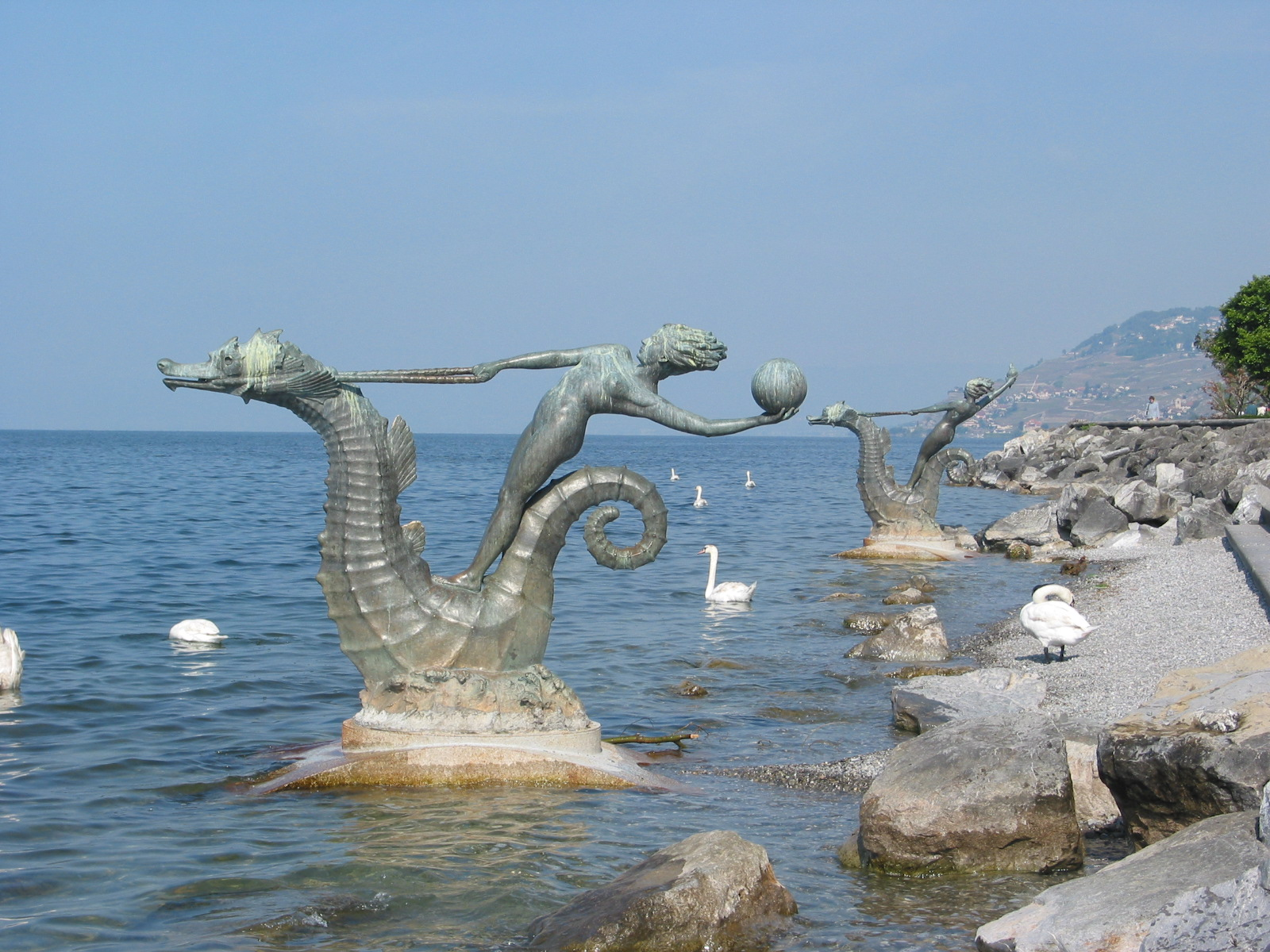
Zwei von drei Seepferd-Skulpturen von Sandoz in Vevey am Genfersee

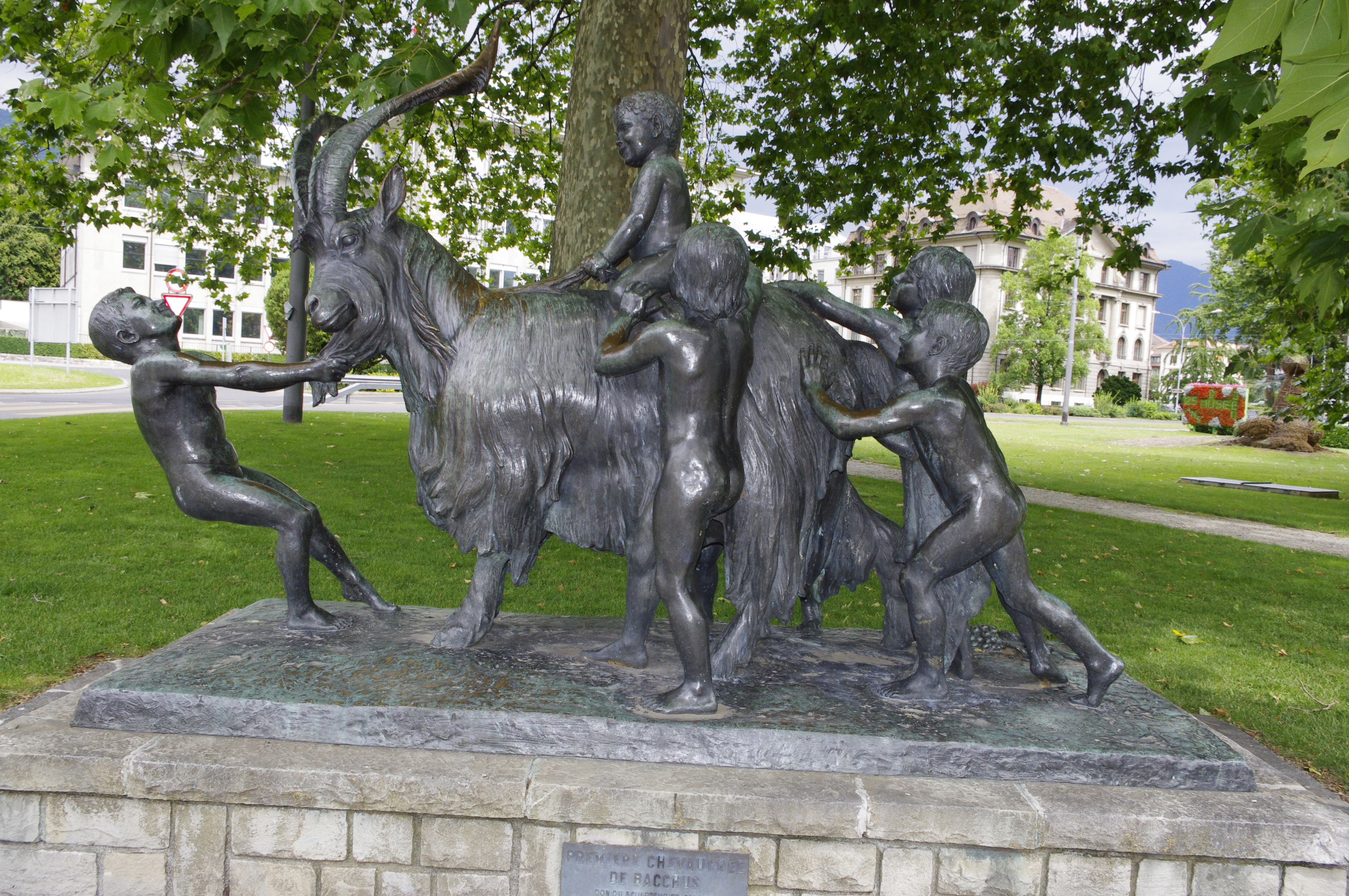
La première chevauchée de Bacchus von 1960, in Vevey.

Sandoz war ein Sohn des Unternehmers Édouard-Constant Sandoz und Bruder des Schriftstellers Maurice-Yves Sandoz. 1923 trat er in den Verwaltungsrat der Sandoz AG ein; 1941 übernahm er den Vorstandsposten des Unternehmens in Frankreich. Nach dem Tod seines Vaters 1928 erbte Edouard Marcel dessen Landsitz Le Denantou in Lausanne, den er in seine Werkstatt umgestaltete. In den 1920er Jahren entwickelte er ein Lichtprojektionsverfahren für Theaterbühnen. Im Jahr 1935 war er einer der Gründungsgesellschafter des Fotopapierherstellers Tellko S.A. in Freiburg im Üechtland. Sandoz war mit dem Cineasten, Landschaftsmaler und Radierer Regnault Sarasin (1886–1943) befreundet.
Sandoz studierte von 1900 bis 1903 an der Haute ecole d’arts appliqués de Genève und von 1904 bis 1907 an der École des Beaux-Arts in Paris bei den Bildhauern Antonin Mercié und Jean-Antoine Injalbert. Sandoz heiratet 1909 Adèle Passavant (1882–1965), mit der er sich 1910 im Pariser Künstlerviertel Montparnasse ansiedelte. Sie war die Tochter des Unternehmers Hans Franz Passavant.
Sandoz schuf fast 1800 Skulpturen und über 200 Porzellanmodelle. Neben der Erstellung von menschlichen Figuren arbeitete er hauptsächlich als Tierskulpteur, wobei er seine Objekte aus Materialien wie Stein, Onyx, Porzellan, Halbedelsteinen, Bronze und Edelmetallen fertigte. Er beschickte zahlreiche Ausstellungen, darunter den Salon der Société nationale des beaux-arts 1906 und den Salon der Société des artistes décorateurs 1911. Während des Ersten Weltkriegs wendete er sich der Keramik zu und formgestaltete Modelle für die Porzellanmanufakturen David Haviland (Limoges), Sèvres und Langenthal. Er fertigte zahlreiche Kleinfiguren, einige im Jugendstil, andere mit Anleihen beim Kubismus, wieder andere als Statuetten im Stil des Art déco. Seine Metallfiguren wurden meist von der Bildgießerei Susse Frères handwerklich umgesetzt.

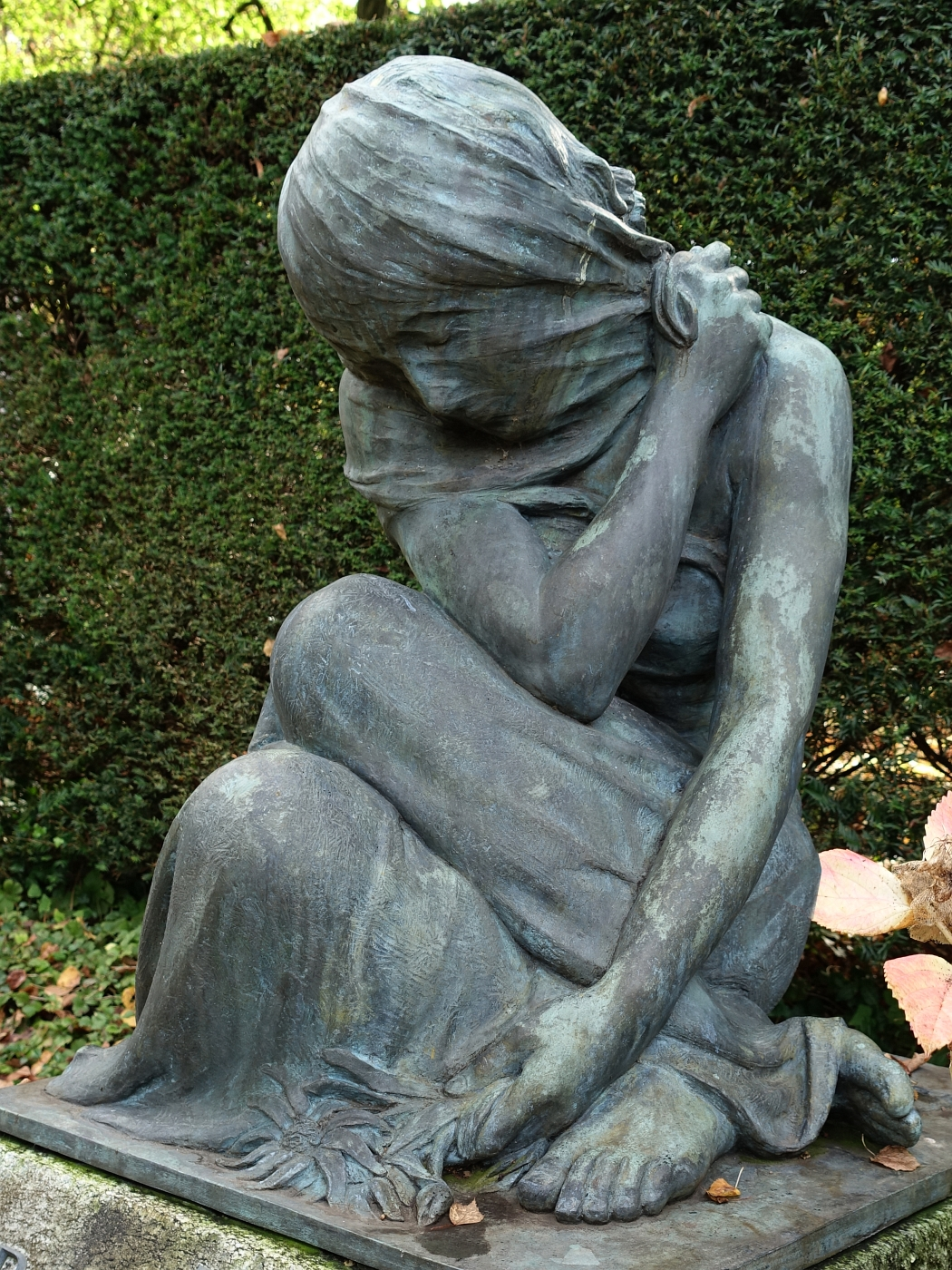
Grabskulptur von Sandoz auf dem Friedhof am Hörnli

Als Maler bildete er vorzugsweise Blumen und Landschaften ab. 1921 reiste er nach Nordafrika und malte Aquarelle für Faltprospekte. 1933 gründete er die Société française des animaliers (Französische Gesellschaft der Tierskulpteure). Er zeigte seine Arbeiten im Pavillon der Société des artistes décorateurs auf der Weltfachausstellung Paris 1937. 1947 wurde er zum Mitglied der Pariser Académie des Beaux-Arts gewählt. Die Universität Lausanne ehrte ihn 1959 mit einem Ehrendoktor für Geologie und Botanik. Er erhielt sowohl eine Ernennung zum Kommandeur der Ehrenlegion als auch zum Kommandeur des Ordre des Arts et des Lettres.

## Werke in Museen und im öffentlichen Raum (Auswahl)
Einige von Sandoz’ Arbeiten sind im Musée cantonal des beaux-arts de Lausanne, im Musée national Adrien Dubouché von Limoges sowie im Musée des beaux-arts von Troyes ausgestellt. Im Garten der Villa Sauber in Monaco befindet sich die Statue Le Carrefour de la Vie.
Im Parc du Denantou, Lausanne steht die Fontaine aux singes von 1934. Das Werk Cygne à sa toilette aus dem Jahr 1957 ist in Port de Pully zu sehen. Die Bacchanale des singes von 1964 steht am Kai von Lutry.